# 主なダイヤ改正時の東海道本線優等列車
主なダイヤ改正時の東海道本線優等列車（おもなだいやかいせいじのとうかいどうほんせんゆうとうれっしゃ）では、東海道本線において著名なダイヤ改正が行われたときに運行されていた、下りの優等列車の概要を記載する。

## 掲載方法及び内容について
- 掲載順番 原則として運行される順番
- 掲載内容 列車名または番号・運転区間・昼行or夜行・等級・備考 の順
- 掲載列車 東海道本線沿革で示された除外される主な系統を除く、東海道本線において運行された特別急行列車（特急列車）・急行列車・準急列車。

## 1898年（明治39年）4月16日改正（最急行運転開始）
最急行列車
1本
1列車 新橋駅～神戸駅 昼行 一・二等車編成 洋食堂車
急行列車
2本
3列車 新橋駅～神戸駅 夜行 一・二等（一等寝台車あり） 洋食堂車
5列車 新橋駅～神戸駅 夜行 三等 和食堂車

## 1912年（明治45年）6月15日改正（特急登場）
特別急行列車
1本
1列車 新橋駅～下関駅 東海道区間下り昼行、上り夜行 一・二等（寝台あり） 洋食堂車・展望車・特別室連結
急行列車
定期6本・不定期1本
5列車 新橋駅～下関駅 東海道昼行 各等（一・二等寝台あり） 洋食堂車・特別室
3列車 新橋駅～神戸駅 夜行 一・二等（寝台あり） 洋食堂車
7列車 新橋駅～神戸駅 夜行 三等 和食堂車
9列車 新橋駅～神戸駅 夜行 二・三等（二等寝台あり） 和洋食堂車
11列車（不定期） 新橋駅～神戸駅 夜行 一・二等車 洋食堂車
15列車 新橋駅～下関駅 東海道夜行 各等（一等寝台あり） 洋食堂車
537列車 新橋駅～泊駅 東海道区間夜行 各等 名古屋駅～泊駅間は普通列車

## 1930年（昭和5年）10月1日改正（「燕」登場）
特急列車
3本
「燕」 東京駅～神戸駅 昼行 各等 洋食堂車
「櫻」 東京駅～下関駅 東海道昼行 三等 和食堂車
「富士」 東京駅～下関駅 東海道昼行 一・二等（寝台あり） 洋食堂車・展望車
急行列車
定期7本・不定期3本
1009列車（不定期） 東京駅～大阪駅 昼行 二・三等 食堂車
9列車 東京駅～下関駅 東海道昼行 二・三等（二等寝台あり） 和食堂車
13列車 東京駅～神戸駅 夜行 三等 和食堂車
15列車 東京駅～神戸駅 夜行 各等（一・二等寝台あり） 和食堂車
1005列車（不定期） 東京駅～下関駅 東海道夜行 二・三等（二等寝台あり） 食堂車
5列車 東京駅～下関駅 東海道夜行 二・三等（二等寝台あり） 和食堂車
17列車（通称・名士列車） 夜行 東京駅～神戸駅 一・二等（寝台あり・一等は寝台のみ） 洋食堂車
1007列車（不定期） 東京駅～大阪駅 夜行 二・三等（二等寝台あり） 食堂車
7列車 東京駅～下関駅 東海道夜行 各等（一・二等寝台あり） 洋食堂車
19列車 東京駅～神戸駅 夜行 二・三等（二等寝台あり） 和食堂車

## 1934年（昭和9年）12月1日改正（丹那トンネル開業時）
特急列車
定期3本・不定期1本
「不定期燕」 東京駅～大阪駅 昼行 二・三等 和食堂車
「燕」 東京駅～神戸駅 昼行 各等 洋食堂車・展望車
「櫻」 東京駅～下関駅 東海道昼行 二・三等（寝台あり） 和食堂車
「富士」 東京駅～下関駅 東海道昼行 各等（寝台あり） 洋食堂車・展望車
急行列車
定期7本・不定期3本
1009列車（不定期） 東京駅～下関駅 東海道昼行 二・三等（二等寝台あり） 和食堂車
9列車 東京駅～下関駅 東海道昼行 二・三等（寝台あり） 和食堂車
13列車 東京駅～神戸駅 夜行 三等（寝台あり） 和食堂車
15列車 東京駅～神戸駅 夜行 二・三等（寝台あり） 和食堂車
1005列車（不定期） 東京駅～下関駅 東海道夜行 二・三等（二等寝台あり） 和食堂車
5列車 東京駅～下関駅 東海道夜行 二・三等（寝台あり） 和食堂車
17列車（通称・名士列車） 東京駅～神戸駅 夜行 一・二等（寝台あり・一等は寝台のみ） 洋食堂車
1007列車（不定期） 東京駅～大阪駅 夜行 二・三等（二等寝台あり）
19列車 東京駅～神戸駅 夜行 二・三等（寝台あり） 和食堂車
7列車 東京駅～下関駅 東海道夜行 各等（寝台あり） 洋食堂車

## 1940年（昭和15年）10月1日改正（戦前最盛期）
特急列車
定期4本・不定期1本
「不定期燕」 東京駅～大阪駅 昼行 二・三等 和食堂車
「燕」 東京駅～神戸駅 昼行 各等 洋食堂車・展望車
「鴎」 東京駅～神戸駅 昼行 各等 洋食堂車・展望車
「櫻」 東京駅～下関駅 東海道昼行 二・三等（寝台あり） 和食堂車
「富士」 東京駅～下関駅 東海道昼行 各等（寝台あり） 洋食堂車・展望車
急行列車
定期12本・不定期4本
1035列車 東京駅～下関駅 東海道昼行 二・三等（寝台あり） 和食堂車
1009列車（不定期） 東京駅～下関駅 東海道昼行 二・三等（二等寝台あり） 和食堂車
9列車 東京駅～下関駅 東海道昼行 二・三等（寝台あり） 和食堂車
1021列車 東京駅～大阪駅 昼行 二・三等 和食堂車
1041列車 東京駅～名古屋駅 昼行 二・三等
13列車 東京駅～神戸駅 夜行 三等（寝台あり） 和食堂車
15列車 東京駅～神戸駅 夜行 二・三等（寝台あり） 和食堂車
1005列車（不定期） 東京駅～下関駅 東海道夜行 二・三等（二等寝台あり） 和食堂車
5列車 東京駅～下関駅 東海道夜行 二・三等（寝台あり） 和食堂車
1033列車 東京駅～大阪駅 夜行 二・三等（寝台あり） 和食堂車
17列車（通称・名士列車） 東京駅～神戸駅 夜行 一・二等（寝台あり・一等は寝台のみ） 洋食堂車
1023列車 東京駅～（下り）神戸駅・（上り）大阪駅 夜行 二・三等（寝台あり） 和食堂車
1019列車（不定期） 東京駅～大阪駅 夜行 二・三等（寝台あり）
19列車 東京駅～神戸駅 夜行 二・三等（寝台あり） 和食堂車
1007列車（不定期） 東京駅～下関駅 二・三等（二等寝台あり） 和食堂車
7列車 東京駅～下関駅 東海道夜行 各等（寝台あり） 洋食堂車

## 1942年（昭和17年）11月15日改正（関門トンネル開業時）
特急列車
3本
「燕」 東京駅～神戸駅 昼行 各等 洋食堂車・展望車
「鴎」 東京駅～神戸駅 昼行 各等 洋食堂車・展望車
「富士」 東京駅～長崎駅 東海道昼行 各等（一・二等寝台あり） 洋食堂車・展望車
急行列車
14本
15列車 東京駅～下関駅 東海道昼行 二・三等（二等寝台あり） 和食堂車
5列車 東京駅～博多駅 東海道昼行 二・三等（二等寝台あり） 和食堂車
7列車 東京駅～鹿児島駅 東海道昼行 二・三等（二等寝台あり） 和食堂車
105列車 東京駅～大阪駅 昼行 二・三等 和食堂車
125列車 東京駅～名古屋駅 昼行 二・三等
107列車 東京駅～神戸駅 夜行 二・三等（二等寝台あり）
109列車 東京駅～大阪駅 夜行 二・三等（二等寝台あり）
9列車 東京駅～下関駅 東海道夜行 二・三等（二等寝台あり） 和食堂車
11列車 東京駅～門司駅 東海道夜行 二・三等（二等寝台あり） 和食堂車
111列車 東京駅～大阪駅 夜行 二・三等（二等寝台あり）
113列車（通称・名士列車） 東京駅～神戸駅 夜行 一・二等（寝台あり・一等は寝台のみ） 洋食堂車
115列車 東京駅～神戸駅 夜行 二・三等（二等寝台あり）
13列車 東京駅～下関駅 東海道夜行 二・三等（二等寝台あり） 和食堂車
3列車 東京駅～下関駅 東海道夜行 各等（一・二等寝台あり） 洋食堂車

## 1945年（昭和20年）6月10日改正（終戦時）
急行列車
1本
1列車 東京駅～門司駅 東海道昼行 二・三等

## 1947年（昭和22年）6月29日改正（急行の復活）
急行列車
3本
1列車 東京駅～博多駅 東海道昼行 二・三等
3列車 東京駅～門司駅 東海道夜行 二・三等
103列車 東京駅～大阪駅 夜行 二・三等

## 1948年（昭和23年）7月1日改正（戦後初の白紙改正）
急行列車
定期3本・不定期2本
1列車 東京駅～鹿児島駅 東海道昼行 二・三等
2003列車（不定期） 東京駅～広島駅 東海道昼行 二・三等
5列車 東京駅～門司駅 東海道夜行 二・三等
2017列車（毎日運行の不定期） 東京駅～大阪駅 夜行 二・三等
11列車 東京駅～大阪駅 夜行 二・三等
準急列車
不定期4本
2033列車（不定期） 東京駅～大阪駅 昼行 二・三等
2021列車（不定期） 東京駅～門司駅 東海道昼行 二・三等
2035列車（毎日運行の不定期） 東京駅～名古屋駅 夜行 二・三等
2023列車（不定期） 東京駅～大阪駅 夜行

## 1949年（昭和24年）9月15日改正（「へいわ」登場）
特急列車
1本
「へいわ」 東京駅～大阪駅 昼行 各等 食堂車・展望車
急行列車
7本
41列車 東京駅～長崎駅 東海道昼行 二・三等
1列車 東京駅～鹿児島駅 東海道昼行 各等（一等寝台あり） 食堂車
13列車 東京駅～大阪駅 夜行 二・三等
5列車 東京駅～門司駅 東海道夜行 二・三等
「銀河」 東京駅～大阪駅 夜行 各等（一等寝台あり）
43列車 東京駅～姫路駅 夜行 二・三等
17列車 東京駅～大阪駅 夜行 二・三等
準急列車
定期1本・不定期1本
31列車 東京駅～名古屋駅 夜行 二・三等
2021列車（不定期） 東京駅～広島駅 夜行 二・三等

## 1950年（昭和25年）10月1日改正（戦前速度水準回復）
特急列車
2本
「つばめ」 東京駅～大阪駅 昼行 各等 食堂車・展望車
「はと」 東京駅～大阪駅 昼行 各等 食堂車・展望車
急行列車
9本
31列車（翌月「阿蘇」と命名） 東京駅～熊本駅 東海道昼行 各等（一等寝台あり）
33列車（翌月「霧島」と命名） 東京駅～鹿児島駅 東海道昼行 各等（一等寝台あり） 食堂車
35列車（翌月「雲仙」と命名） 東京駅～長崎駅 東海道昼行 二・三等
11列車（翌月「明星」と命名） 東京駅～大阪駅 夜行 二・三等
「銀河」 東京駅～神戸駅 夜行 各等（一・二等寝台あり）
37列車（翌月「筑紫」と命名） 東京駅～博多駅 東海道夜行 二・三等
39列車（翌月「安芸」・「せと」と命名） 東京駅～広島駅・宇野駅 東海道夜行 二・三等
15列車（翌月「彗星」と命名） 東京駅～大阪駅 夜行 各等（一・二等寝台あり）
201列車（翌月「大和」と命名） 東京駅～湊町駅・鳥羽駅 二・三等

## 1956年（昭和31年）11月19日改正（全線電化）
特急列車
定期3本・不定期1本
「さくら」（不定期） 東京駅～大阪駅 昼行 二・三等 食堂車
「つばめ」 東京駅～大阪駅 昼行 各等 食堂車・展望車
「はと」 東京駅～大阪駅 昼行 各等 食堂車・展望車
「あさかぜ」 東京駅～博多駅 夜行 二・三等（二等ABC・三等寝台あり） 食堂車
急行列車
16本
「なにわ」 東京駅～大阪駅 昼行 二・三等 食堂車
「阿蘇」 東京駅～熊本駅 東海道昼行 二・三等（二等C・三等寝台あり） 食堂車
「西海」 東京駅～佐世保駅 東海道昼行 二・三等（二等ABC・三等寝台あり） 食堂車
「高千穂」 東京駅～西鹿児島駅 東海道昼行 二・三等（二等C・三等寝台あり） 食堂車
「霧島」 東京駅～鹿児島駅 東海道昼行 二・三等（二等C・三等寝台あり） 食堂車
「雲仙」 東京駅～長崎駅 東海道昼行 二・三等（二等ABC・三等寝台あり） 食堂車
「明星」 東京駅～大阪駅 夜行 二・三等（二等BC・三等寝台あり）
「筑紫」 東京駅～博多駅 東海道夜行 二・三等（二等AC・三等寝台あり） 食堂車
「安芸」 東京駅～広島駅 東海道夜行 二・三等（二等C・三等寝台あり）
「銀河」 東京駅～神戸駅 夜行 二・三等（二等ABC・三等寝台あり）
「瀬戸」 東京駅～宇野駅 夜行 二・三等（三等寝台あり）
「月光」 東京駅～大阪駅 夜行 二・三等（二等ABC・三等寝台あり）
「さつま」 東京駅～鹿児島駅 東海道夜行 二・三等（二等ABC・三等寝台あり） 食堂車
「出雲」 東京駅～大社駅 夜行 二・三等（二等BC・三等寝台あり）
「大和」 東京駅～湊町駅 夜行 二・三等（二等C・三等寝台あり）
「伊勢」 東京駅～鳥羽駅 夜行 二・三等（二等C・三等寝台あり）
準急列車
2本（東名間1本・名阪間1本）
「東海」 東京駅～名古屋駅 昼行 二・三等
405列車 名古屋駅～大阪駅 昼行 二・三等

## 1958年（昭和33年）11月1日改正（「こだま」登場）
特急列車
7本
「第1こだま」 東京駅～大阪駅 昼行 二・三等 ビュッフェ車・電車（下り）
「第1こだま」 東京駅～神戸駅 昼行 二・三等 ビュッフェ車・電車（上り）
「つばめ」 東京駅～大阪駅 昼行 各等 食堂車・展望車
「はと」 東京駅～大阪駅 昼行 各等 食堂車・展望車
「第2こだま」 東京駅～神戸駅 昼行 二・三等 ビュッフェ車・電車（下り）
「第2こだま」 東京駅～大阪駅 昼行 二・三等 ビュッフェ車・電車（上り）
「平和」 東京駅～長崎駅 夜行 二・三等（二等AB・三等寝台あり） 食堂車
「あさかぜ」 東京駅～博多駅 夜行 二・三等（二等AB・三等寝台あり） 食堂車・寝台特急専用車両（のちに「ブルートレイン」の称が与えられる）
「はやぶさ」 東京駅～鹿児島駅 夜行 二・三等（二等AB・三等寝台あり） 食堂車
急行列車
定期15本・不定期1本
「なにわ」 東京駅～大阪駅 昼行 二・三等 食堂車
「阿蘇」 東京駅～熊本駅 東海道昼行 二・三等（二等C・三等寝台あり） 食堂車
「雲仙」 東京駅～長崎駅 東海道昼行 二・三等（二等ABC・三等寝台あり） 食堂車
「高千穂」 東京駅～西鹿児島駅 東海道昼行 二・三等（二等C・三等寝台あり） 食堂車
「霧島」 東京駅～鹿児島駅 東海道昼行 二・三等（二等C・三等寝台あり） 食堂車
「西海」 東京駅～佐世保駅 東海道昼行 二・三等（二等ABC・三等寝台あり） 食堂車
「明星」 東京駅～大阪駅 夜行 二・三等（二等C・三等寝台あり）
「筑紫」 東京駅～博多駅 東海道夜行 二・三等（二等C・三等寝台あり） 食堂車
「安芸」 東京駅～広島駅 東海道夜行 二・三等（二等C・三等寝台あり）
「銀河」 東京駅～神戸駅 夜行 二・三等（二等AB・三等寝台あり）
「瀬戸」 東京駅～宇野駅 夜行 二・三等（二等C・三等寝台あり）
「月光」 東京駅～大阪駅 夜行 二・三等（二等AB・三等寝台あり）
「あかつき」（不定期） 東京駅～大阪駅 夜行 二・三等（二等C・三等寝台あり）
「出雲」 東京駅～大社駅 夜行 二・三等（二等B・三等寝台あり）
「大和」 東京駅～湊町駅 夜行 二・三等（二等C・三等寝台あり）
「伊勢」 東京駅～鳥羽駅 夜行 二・三等（二等C・三等寝台あり）
準急列車
8本（東名間3本・名阪間4本） すべて電車
「東海1号」 東京駅～名古屋駅 昼行 二・三等
「東海2号」 東京駅～大垣駅 昼行 二・三等
「東海3号」 東京駅～大垣駅 昼行 二・三等
「比叡1号」 名古屋駅～大阪駅 昼行 二・三等
「比叡2号」 名古屋駅～大阪駅 昼行 二・三等
「比叡3号」 名古屋駅～大阪駅 昼行 二・三等
「比叡4号」 名古屋駅～大阪駅 昼行 二・三等
「比叡5号」 名古屋駅～大阪駅 昼行 二・三等

## 1960年（昭和35年）6月1日改正（「つばめ」・「はと」電車化）
（なおこの翌月、それまでの二等は一等に、三等は二等に名称が変更された。）
特急列車
7本
「第1こだま」 東京駅～大阪駅 昼行 二・三等（二等特別室＜時刻表上は展望車＞あり） 食堂車・電車（下り）
「第1こだま」 東京駅～神戸駅 昼行 二・三等（二等特別室あり） 食堂車・電車（上り）
「第1つばめ」 東京駅～大阪駅 昼行 二・三等（二等特別室あり） 食堂車・電車
「第2つばめ」 東京駅～大阪駅 昼行 二・三等（二等特別室あり） 食堂車・電車
「第2こだま」 東京駅～神戸駅 昼行 二・三等（二等特別室あり） 食堂車・電車（下り）
「第2こだま」 東京駅～大阪駅 昼行 二・三等（二等特別室あり） 食堂車・電車（上り）
「さくら」 東京駅～長崎駅 夜行 二・三等（二等AB・三等寝台あり） 食堂車・寝台特急専用車両
「あさかぜ」 東京駅～博多駅 夜行 二・三等（二等AB・三等寝台あり） 食堂車・寝台特急専用車両
「はやぶさ」 東京駅～鹿児島駅（翌月から西鹿児島駅） 夜行 二・三等（二等AB・三等寝台あり） 食堂車（翌月寝台特急専用車両化）
急行列車
定期17往復・不定期3往復
「せっつ」 東京駅～大阪駅 昼行 二・三等 電車
「なにわ」 東京駅～大阪駅 昼行 二・三等 食堂車
「阿蘇」 東京駅～熊本駅 東海道昼行 二・三等（二等C・三等寝台あり） 食堂車
「雲仙」 東京駅～長崎駅 東海道昼行 二・三等（二等C・三等寝台あり） 食堂車
「高千穂」 東京駅～西鹿児島駅 東海道昼行 二・三等（二等C・三等寝台あり） 食堂車
「桜島」（不定期） 東京駅～西鹿児島駅 東海道昼行 二・三等
「霧島」 東京駅～鹿児島駅 東海道昼行 二・三等（二等C・三等寝台あり） 食堂車
「西海」 東京駅～佐世保駅 東海道昼行 二・三等（二等ABC・三等寝台あり） 食堂車
「はりま」（不定期） 東京駅～姫路駅 夜行 二・三等 電車
「明星」 東京駅～大阪駅 夜行 二・三等（二等C・三等寝台あり）
「能登」・「伊勢」・「那智」 東京駅～金沢駅・鳥羽駅・新宮駅 夜行 二・三等（二等C・三等寝台あり）
「安芸」 東京駅～広島駅 東海道夜行 二・三等（二等B・三等寝台あり）
「銀河」 東京駅～神戸駅 夜行 二・三等（二等AB・三等寝台あり）
「瀬戸」 東京駅～宇野駅 夜行 二・三等（二等BC・三等寝台あり）
「筑紫」 東京駅～博多駅 東海道夜行 二・三等（二等C・三等寝台あり） 食堂車
「月光」 東京駅～大阪駅 夜行 二・三等（二等AB・三等寝台あり）
「彗星」 東京駅～大阪駅 夜行 二等AB・三等寝台（三等座席車1両のみあり）
「あかつき」（不定期） 東京駅～大阪駅 夜行 二・三等（二等C・三等寝台あり）
「出雲」 東京駅～大社駅 夜行 二・三等（二等B・三等寝台あり）
「大和」 東京駅～湊町駅 夜行 二・三等（二等BC・三等寝台あり）
準急列車
定期13本（東名間4本・名阪間7本・その他2本）・不定期（東名間）1本 すべて電車
「するが」 沼津駅～名古屋駅 昼行 二・三等
「東海1号」 東京駅～大垣駅 昼行 二・三等
「はまな」 東京駅～浜松駅 昼行 二・三等
「東海2号」 東京駅～大垣駅 昼行 二・三等
「長良」（不定期） 東京駅～大垣駅 昼行 二・三等
「東海3号」 東京駅～大垣駅 昼行 二・三等
「新東海」 東京駅～大垣駅 昼行 二・三等 全車指定席
「比叡1号」 名古屋駅～大阪駅 昼行 二・三等
「第1伊吹」 名古屋駅～大阪駅 昼行 二・三等 全車指定席
「比叡2号」 名古屋駅～大阪駅 昼行 二・三等
「比叡3号」 名古屋駅～大阪駅 昼行 二・三等
「比叡4号」 名古屋駅～大阪駅 昼行 二・三等
「第2伊吹」 名古屋駅～大阪駅 昼行 二・三等 全車指定席
「比叡5号」 名古屋駅～大阪駅 昼行 二・三等

## 1961年（昭和36年）10月1日改正（サン・ロク・トオ大改正）
特急列車
定期12本・不定期2本
「第1こだま」 東京駅～大阪駅 昼行 一・二等（一等特別室＜時刻表上は展望車＞あり） 食堂車・電車
「第1ひびき」（不定期） 東京駅～大阪駅 昼行 一・二等 電車
「第1富士」 東京駅～宇野駅 昼行 一・二等（一等特別室あり） 食堂車・電車
「第1つばめ」 東京駅～大阪駅 昼行 一・二等（一等特別室あり） 食堂車・電車
「はと」 東京駅～大阪駅 昼行 一・二等（一等特別室あり） 食堂車・電車
「第2こだま」 東京駅～大阪駅 昼行 一・二等（一等特別室あり） 食堂車・電車
「第2ひびき」（不定期） 東京駅～大阪駅 昼行 一・二等 電車
「第2富士」 東京駅～神戸駅 昼行 一・二等（一等特別室あり） 食堂車・電車
「第2つばめ」 東京駅～大阪駅 昼行 一・二等（一等特別室あり） 食堂車・電車
「さくら」 東京駅～長崎駅 夜行 一・二等（一等AB・二等寝台あり） 食堂車・寝台特急専用車両
「おおとり」 東京駅～名古屋駅 昼行 一・二等（一等特別室あり） 食堂車・電車
「みずほ」（毎日運行の不定期） 東京駅～熊本駅 夜行 一・二等（一等B・二等寝台あり） 食堂車
「あさかぜ」 東京駅～博多駅 夜行 一・二等（一等AB・二等寝台あり） 食堂車・寝台特急専用車両
「はやぶさ」 東京駅～西鹿児島駅 夜行 一・二等（一等AB・二等寝台あり） 食堂車・寝台特急専用車両
急行列車
定期26本（東名間23本・名阪間23本）・不定期4本
「さつま」 名古屋駅～大社駅・西鹿児島駅 東海道昼行 一・二等（二等寝台あり）
「六甲」 東京駅～大阪駅 昼行 一・二等 ビュッフェ車・電車
「桜島」（不定期） 東京駅～西鹿児島駅 東海道昼行 二・三等
「やましろ」 東京駅～大阪駅 昼行 一・二等 ビュッフェ車・電車
「いこま」 東京駅～大阪駅 昼行 一・二等 ビュッフェ車・電車
「なにわ」 東京駅～大阪駅 昼行 一・二等 ビュッフェ車・電車
「ちくま」 長野駅～大阪駅 昼行 二・三等・気動車
「霧島」 東京駅～鹿児島駅 東海道昼行 一・二等（一等C・二等寝台）
「第1せっつ」 東京駅～大阪駅 昼行 一・二等 ビュッフェ車・電車
「雲仙」・「西海」 東京駅～長崎駅・佐世保駅 東海道昼行 一・二等（二等寝台）
「よど」 東京駅～大阪駅 昼行 一・二等 ビュッフェ車・電車
「阿蘇」 名古屋駅～熊本駅 東海道昼行 一・二等（一等C・二等寝台）
「高千穂」 東京駅～西鹿児島駅 東海道昼行 一・二等（一等C・二等寝台）
「はりま」（不定期） 東京駅～姫路駅 夜行 一・二等 ビュッフェ車・電車
「出雲」 東京駅～浜田駅 夜行 一・二等（一等B・二等寝台あり）
「伊勢」・「那智」 東京駅～鳥羽駅・新宮駅 東海道昼行 一・二等（一等C・二等寝台あり）
「第2せっつ」 東京駅～大阪駅 夜行 一・二等 ビュッフェ車・電車
「能登」 東京駅～金沢駅 夜行 一・二等（一等C・二等寝台あり）
「安芸」 東京駅～広島駅 東海道夜行 一・二等（一等B・二等寝台あり）
「銀河」 東京駅～神戸駅 夜行 一等AB・二等寝台（二等車1両のみあり）
「第2いこま」（不定期） 東京駅～大阪駅 夜行 一・二等 ビュッフェ車・電車
「瀬戸」 東京駅～宇野駅 夜行 一・二等（一等B・二等寝台あり）
「明星」 東京駅～大阪駅 夜行 一・二等（一等AB・二等寝台あり）
「筑紫」・「ぶんご」 東京駅～博多駅・大分駅 東海道夜行 一・二等（二等寝台あり） 食堂車
「彗星」 東京駅～大阪駅 夜行 一等AB・二等寝台（二等座席車1両のみあり）
「第2六甲」（不定期） 東京駅～大阪駅 夜行 一・二等 ビュッフェ車・電車
「月光」 東京駅～大阪駅 夜行 一等AB・二等寝台（二等座席車1両のみあり）
「金星」 東京駅～大阪駅 夜行 二等寝台（二等座席車2両のみあり）
「第2よど」 東京駅～大阪駅 夜行 一・二等 ビュッフェ車・電車
「大和」 東京駅～湊町駅 夜行 一・二等（一等BC・二等寝台あり）
準急列車
定期20本（東名間7本・名阪間10本・その他3本）・不定期（東名間）1本・すべて電車
「するが」 沼津駅～名古屋駅 昼行 一・二等
「東海1号」 東京駅～名古屋駅 昼行 一・二等
「東海2号」 東京駅～大垣駅 昼行 一・二等
「はまな1号」 東京駅～浜松駅 昼行 一・二等
「東海3号」 東京駅～名古屋駅 昼行 一・二等
「東海4号」 東京駅～名古屋駅 昼行 一・二等
「長良」（不定期） 東京駅～大垣駅 昼行 一・二等 全車指定席
「東海5号」 東京駅～大垣駅 昼行 一・二等
「東海6号」 東京駅～名古屋駅 昼行 一・二等
「はまな2号」 東京駅～浜松駅 昼行 一・二等
「東海7号」 東京駅～大垣駅 夜行 一・二等
「比叡1号」 名古屋駅～大阪駅 昼行 一・二等
「第1伊吹」 名古屋駅～大阪駅 昼行 一・二等 全車指定席
「比叡2号」 名古屋駅～大阪駅 昼行 一・二等
「比叡3号」 名古屋駅～大阪駅 昼行 一・二等
「比叡4号」 名古屋駅～大阪駅 昼行 一・二等
「比叡5号」 名古屋駅～大阪駅 昼行 一・二等 ビュッフェ車
「比叡6号」 名古屋駅～大阪駅 昼行 一・二等
「比叡7号」 名古屋駅～大阪駅 昼行 一・二等
「第2伊吹」 名古屋駅～大阪駅 昼行 一・二等 全車指定席
「比叡8号」 名古屋駅～大阪駅 昼行 一・二等

## 1963年（昭和38年）10月1日改正（新幹線開業直前）
特急列車
定期13本・不定期1本
「第1こだま」 東京駅～大阪駅 昼行 一・二等（一等特別室＜時刻表上は展望車＞あり） 食堂車・電車
「ひびき」 東京駅～大阪駅 昼行 一・二等 電車
「第1富士」 東京駅～宇野駅 昼行 一・二等（一等特別室あり） 食堂車・電車
「第1つばめ」 東京駅～広島駅 昼行 一・二等（一等特別室あり） 食堂車・電車
「はと」 東京駅～大阪駅 昼行 一・二等（一等特別室あり） 食堂車・電車
「第2こだま」 東京駅～大阪駅 昼行 一・二等（一等特別室あり） 食堂車・電車
「第2ひびき」（不定期） 東京駅～大阪駅 昼行 一・二等 食堂車・電車
「第2富士」 東京駅～神戸駅 昼行 一・二等（一等特別室あり） 食堂車・電車
「第2つばめ」 東京駅～大阪駅 昼行 一・二等（一等特別室あり） 食堂車・電車
「さくら」 東京駅～長崎駅 夜行 一等AB・二等寝台、一・二等座席 食堂車・寝台特急専用車両
「おおとり」 東京駅～名古屋駅 昼行 一・二等（一等特別室あり） 食堂車・電車
「みずほ」 東京駅～熊本駅・大分駅 夜行 一等B・二等寝台、二等座席 食堂車・寝台特急専用車両
「あさかぜ」 東京駅～博多駅 夜行 一等AB・二等寝台、一・二等座席 食堂車・寝台特急専用車両
「はやぶさ」 東京駅～西鹿児島駅 夜行 一等AB・二等寝台、一・二等座席 食堂車・寝台特急専用車両
急行列車
定期28本（東名間26本・名阪間26本）・不定期3本
「さつま」 名古屋駅～大社駅・西鹿児島駅 東海道昼行 一・二等（二等寝台あり）
「六甲」 東京駅～大阪駅 昼行 一・二等 ビュッフェ車・電車
「桜島」（不定期） 東京駅～西鹿児島駅 東海道昼行 二・三等
「第1宮島」 東京駅～広島駅 昼行 一・二等 ビュッフェ車・電車
「いこま」 東京駅～大阪駅 昼行 一・二等 ビュッフェ車・電車
「なにわ」 東京駅～大阪駅 昼行 一・二等 ビュッフェ車・電車
「ちくま」 長野駅～大阪駅 昼行 二・三等・気動車
「霧島」 東京駅～鹿児島駅 東海道昼行 一・二等（一等C・二等寝台）
「第1せっつ」 東京駅～大阪駅 昼行 一・二等 ビュッフェ車・電車
「雲仙」・「西海」 東京駅～長崎駅・佐世保駅 東海道昼行 一・二等（二等寝台）
「よど」 東京駅～大阪駅 昼行 一・二等 ビュッフェ車・電車
「阿蘇」 名古屋駅～熊本駅 東海道昼行 一・二等（一等C・二等寝台）
「高千穂」 東京駅～西鹿児島駅 東海道昼行 一・二等（一等C・二等寝台）
「第2宮島」 東京駅～広島駅 夜行 一・二等 ビュッフェ車・電車
「出雲」 東京駅～浜田駅 夜行 一・二等（一等B・二等寝台あり）
「伊勢」・「那智」 東京駅～鳥羽駅・新宮駅 東海道昼行 一・二等（一等C・二等寝台あり）
「はりま」（不定期） 東京駅～姫路駅 夜行 一・二等 ビュッフェ車・電車
「能登」 東京駅～金沢駅 夜行 一・二等（一等C・二等寝台あり）
「安芸」 東京駅～広島駅 東海道夜行 一・二等（一等B・二等寝台あり）
「銀河」 東京駅～神戸駅 夜行 一等AB・二等寝台
「すばる」 東京駅～大阪駅 夜行 一等B・二等寝台
「瀬戸」 東京駅～宇野駅 夜行 一・二等（一等B・二等寝台あり）
「明星」 東京駅～大阪駅 夜行 一・二等（一等AB・二等寝台あり）
「第2いこま」（不定期） 東京駅～大阪駅 夜行 一・二等 ビュッフェ車・電車
「筑紫」・「ぶんご」 東京駅～博多駅・大分駅 東海道夜行 一・二等（二等寝台あり） 食堂車
「彗星」 東京駅～大阪駅 夜行 一等AB・二等寝台・食堂車
「あかつき」 東京駅～大阪駅 夜行 一等B・二等寝台
「月光」 東京駅～大阪駅 夜行 一等AB・二等寝台
「金星」 東京駅～大阪駅 夜行 二等寝台
「第2せっつ」 東京駅～大阪駅 夜行 一・二等 ビュッフェ車・電車
「大和」 東京駅～湊町駅・和歌山市駅 夜行 一・二等（一等BC・二等寝台あり）
準急列車
定期20本（東名間7本・名阪間10本・その他3本）・不定期（東名間）1本・すべて電車
「するが」 沼津駅～名古屋駅 昼行 一・二等
「東海1号」 東京駅～名古屋駅 昼行 一・二等
「東海2号」 東京駅～大垣駅 昼行 一・二等
「はまな1号」 東京駅～浜松駅 昼行 一・二等
「東海3号」 東京駅～名古屋駅 昼行 一・二等
「東海4号」 東京駅～名古屋駅 昼行 一・二等
「長良」（不定期） 東京駅～大垣駅 昼行 一・二等 全車指定席
「東海5号」 東京駅～大垣駅 昼行 一・二等
「東海6号」 東京駅～名古屋駅 昼行 一・二等
「はまな2号」 東京駅～浜松駅 昼行 一・二等
「東海7号」 東京駅～大垣駅 夜行 一・二等
「比叡1号」 名古屋駅～大阪駅 昼行 一・二等
「第1伊吹」 名古屋駅～大阪駅 昼行 一・二等 全車指定席
「比叡2号」 名古屋駅～大阪駅 昼行 一・二等
「比叡3号」 名古屋駅～大阪駅 昼行 一・二等
「比叡4号」 名古屋駅～大阪駅 昼行 一・二等
「比叡5号」 名古屋駅～大阪駅 昼行 一・二等
「比叡6号」 名古屋駅～大阪駅 昼行 一・二等
「比叡7号」 名古屋駅～大阪駅 昼行 一・二等
「第2伊吹」 名古屋駅～大阪駅 昼行 一・二等 全車指定席
「比叡8号」 名古屋駅～大阪駅 昼行 一・二等

## 1964年（昭和39年）10月1日改正（東海道新幹線開業時）
特急列車
定期5本
「さくら」 東京駅～長崎駅 夜行 一等AB・二等寝台、一等座席 食堂車・寝台特急専用車両
「みずほ」 東京駅～熊本駅 夜行 一等B・二等寝台、二等座席 食堂車・寝台特急専用車両
「あさかぜ」 東京駅～博多駅 夜行 一等AB・二等寝台、一・二等座席 食堂車・寝台特急専用車両
「はやぶさ」 東京駅～西鹿児島駅 夜行 一等AB・二等寝台、一等座席 食堂車・寝台特急専用車両
「富士」 東京駅～大分駅 夜行 一等B・二等寝台、二等座席 食堂車・寝台特急専用車両
急行列車
定期21本（東名間18本・名阪間18本）・不定期2本
「さつま」 名古屋駅～大社駅・西鹿児島駅 東海道昼行 一・二等（二等寝台あり）
「六甲」 東京駅～大阪駅 昼行 一・二等 ビュッフェ車・電車
「いこま」 東京駅～大阪駅 昼行 一・二等 ビュッフェ車・電車
「なにわ」 東京駅～大阪駅 昼行 一・二等 ビュッフェ車・電車
「ちくま」 長野駅～大阪駅 昼行 二・三等・気動車
「霧島」 東京駅～鹿児島駅 東海道昼行 一・二等（二等寝台）
「雲仙」・「西海」 東京駅～長崎駅・佐世保駅 東海道昼行 一・二等（二等寝台）
「よど」 東京駅～大阪駅 昼行 一・二等 ビュッフェ車・電車
「阿蘇」 名古屋駅～熊本駅 東海道昼行 一・二等（一等B・二等寝台）
「高千穂」 東京駅～西鹿児島駅 東海道昼行 一・二等（一等B・二等寝台）
「出雲」 東京駅～浜田駅 夜行 一・二等（一等B・二等寝台あり）
「那智」 東京駅～紀伊勝浦駅 夜行 一・二等（一等B・二等寝台あり）
「さぬき」 東京駅～宇野駅 夜行 一等B・二等寝台、一・二等座席 食堂車
「能登」 東京駅～金沢駅 夜行 一・二等（一等B・二等寝台あり）
「安芸」 東京駅～広島駅 東海道夜行 一・二等（一等B・二等寝台あり） 食堂車
「はりま」（不定期） 東京駅～姫路駅 夜行 一・二等 ビュッフェ車・電車
「銀河」 東京駅～神戸駅 夜行 一等AB・二等寝台
「瀬戸」 東京駅～宇野駅 夜行 一・二等（一等B・二等寝台あり）
「明星」 東京駅～大阪駅 夜行 一等AB・二等寝台
「月光」 東京駅～大阪駅 夜行 一等AB・二等寝台
「金星」 東京駅～大阪駅 夜行 二等寝台
「第2いこま」（不定期） 東京駅～大阪駅 夜行 一・二等 ビュッフェ車・電車
「大和」・「伊勢」 東京駅～湊町駅・和歌山市駅・鳥羽駅 夜行 一・二等（二等BC・三等寝台あり）
準急列車
定期17本（東名間6本・名阪間8本・その他3本）・不定期（東名間）1本・すべて電車
「するが」 沼津駅～名古屋駅 昼行 一・二等
「東海1号」 東京駅～名古屋駅 昼行 一・二等
「東海2号」 東京駅～大垣駅 昼行 一・二等
「はまな1号」 東京駅～浜松駅 昼行 一・二等
「東海3号」 東京駅～名古屋駅 昼行 一・二等
「東海4号」 東京駅～名古屋駅 昼行 一・二等
「長良」（不定期） 東京駅～大垣駅 昼行 一・二等 全車指定席
「東海5号」 東京駅～大垣駅 昼行 一・二等
「はまな2号」 東京駅～浜松駅 昼行 一・二等
「東海6号」 東京駅～大垣駅 夜行 一・二等
「比叡1号」 名古屋駅～大阪駅 昼行 一・二等
「比叡2号」 名古屋駅～大阪駅 昼行 一・二等
「比叡3号」 名古屋駅～大阪駅 昼行 一・二等
「比叡4号」 名古屋駅～大阪駅 昼行 一・二等
「比叡5号」 名古屋駅～大阪駅 昼行 一・二等
「比叡6号」 名古屋駅～大阪駅 昼行 一・二等
「比叡7号」 名古屋駅～大阪駅 昼行 一・二等
「比叡8号」 名古屋駅～大阪駅 昼行 一・二等

## 1965年（昭和40年）10月1日改正（東海道新幹線本格稼動）
特急列車
定期6本
「つばめ」 名古屋駅～熊本駅 昼行 一・二等
「さくら」 東京駅～長崎駅 夜行 一等AB・二等寝台、一等座席 食堂車・ブルートレイン
「みずほ」 東京駅～熊本駅 夜行 一等B・二等寝台 食堂車・ブルートレイン
「はやぶさ」 東京駅～西鹿児島駅 夜行 一等AB・二等寝台、一等座席 食堂車・ブルートレイン
「富士」 東京駅～大分駅 夜行 一等B・二等寝席 食堂車・ブルートレイン
「あさかぜ」 東京駅～博多駅 夜行 一等AB・二等寝台、一等座席 食堂車・ブルートレイン
急行列車
定期16本（東名間14本・名阪間14本）
「はやとも」 名古屋駅～博多駅 昼行 一・二等・電車
「第1なにわ」 東京駅～大阪駅 昼行 一・二等 ビュッフェ車・電車
「ちくま」 長野駅～大阪駅 昼行 二・三等・気動車
「雲仙」・「西海」 東京駅～長崎駅・佐世保駅 東海道昼行 一・二等（二等寝台）
「高千穂」 東京駅～西鹿児島駅 東海道昼行 一・二等（一等B・二等寝台）
「霧島」 東京駅～鹿児島駅 東海道昼行 一・二等（一等C・二等寝台）
「第2なにわ」 東京駅～大阪駅 昼行 一・二等 ビュッフェ車・電車
「阿蘇」 名古屋駅～熊本駅 東海道昼行 一・二等（一等C・二等寝台）
「さぬき」 東京駅～宇野駅 夜行 一等AB・二等寝台、一・二等座席 食堂車
「出雲」 東京駅～浜田駅 夜行 一・二等（一等B・二等寝台あり）
「伊勢」・「那智」 東京駅～鳥羽駅・紀伊勝浦駅 夜行 一・二等（一等C・二等寝台あり）
「安芸」 東京駅～広島駅 東海道夜行 一・二等（一等B・二等寝台あり） 食堂車
「瀬戸」 東京駅～宇野駅 夜行 一・二等（一等B・二等寝台あり）
「明星」 東京駅～大阪駅 夜行 一等AB・二等寝台
「大和」・「能登」 東京駅～湊町駅・金沢駅 夜行 一・二等（一等BC・二等寝台あり）
「銀河」 東京駅～姫路駅 夜行 一等AB・二等寝台
準急列車
定期8本（東名間4本・名阪間4本）・不定期1本・すべて電車
「するが」（毎日運行の不定期） 修善寺駅～名古屋駅 昼行 二等
「東海1号」 東京駅～名古屋駅 昼行 一・二等
「東海2号」 東京駅～大垣駅 昼行 一・二等
「東海3号」 東京駅～大垣駅 昼行 一・二等
「東海4号」 東京駅～大垣駅 昼行 一・二等
「比叡1号」 名古屋駅～大阪駅 昼行 一・二等 ビュッフェ車
「比叡2号」 名古屋駅～大阪駅 昼行 一・二等
「比叡3号」 名古屋駅～大阪駅 昼行 一・二等
「比叡4号」 名古屋駅～大阪駅 昼行 一・二等

## 1968年（昭和43年）10月1日改正（ヨン・サン・トオ大改正）
特急列車
定期8本
「つばめ」 名古屋駅～熊本駅 昼行 一・二等
「さくら」 東京駅～長崎駅・佐世保駅 夜行 一等AB・二等寝台、一等座席 食堂車・ブルートレイン
「みずほ」 東京駅～熊本駅 夜行 一等B・二等寝台 食堂車・ブルートレイン
「金星」 名古屋駅～博多駅 夜行 二等寝台・一等座席 食堂車
「はやぶさ」 東京駅～西鹿児島駅・長崎駅 夜行 一等AB・二等寝台、一等座席 食堂車・ブルートレイン
「富士」 東京駅～西鹿児島駅 夜行 一等B・二等寝台 食堂車・ブルートレイン
「あさかぜ1号」 東京駅～博多駅 夜行 一等AB・二等寝台、一等座席 食堂車・ブルートレイン
「あさかぜ2号」 東京駅～博多駅 夜行 一等AB・二等寝台、一等座席 食堂車・ブルートレイン
急行列車
定期20本・不定期2本
「比叡1号」 名古屋駅～大阪駅 昼行 一・二等 ビュッフェ車
「玄海」 名古屋駅～博多駅 昼行 一・二等・電車
「比叡2号」 名古屋駅～大阪駅 昼行 一・二等 ビュッフェ車
「東海1号」 東京駅～名古屋駅 昼行 一・二等
「ちくま1号」 長野駅～大阪駅 昼行 一・二等・気動車
「比叡3号」 名古屋駅～大阪駅 昼行 一・二等 ビュッフェ車
「東海2号」 東京駅～静岡駅 昼行 一・二等
「桜島」（不定期） 東京駅～西鹿児島駅 東海道昼行 一・二等
「霧島」・「高千穂」 東京駅～西鹿児島駅 東海道昼行 一・二等 食堂車
「ちくま2号」 長野駅～大阪駅 昼行 一・二等・気動車
「阿蘇」 名古屋駅～熊本駅 東海道昼行 一・二等（一等B・二等寝台）
「比叡4号」 名古屋駅～大阪駅 昼行 一・二等 ビュッフェ車
「東海3号」 東京駅～静岡駅 昼行 一・二等
「東海4号」 東京駅～大垣駅 昼行 一・二等
「出雲」 東京駅～浜田駅 夜行 一・二等（一等B・二等寝台あり） 食堂車
「瀬戸1号」 東京駅～宇野駅 夜行 一等B・二等寝台、一等座席 ビュッフェ車
「安芸」 東京駅～広島駅 東海道夜行 一・二等（一等B・二等寝台あり） 食堂車
「紀伊」 東京駅～鳥羽駅・紀伊勝浦駅・奈良駅 夜行 一・二等（一等B・二等寝台あり）
「瀬戸2号」 東京駅～宇野駅 夜行 一・二等（一等B・二等寝台あり） 食堂車
「銀河51号」（不定期） 東京駅～大阪駅 夜行 二等車
「銀河1号」 東京駅～大阪駅 夜行 一等AB・二等寝台
「銀河2号」 東京駅～姫路駅 夜行 一等B・二等寝台

## 1972年（昭和47年）3月15日改正時（山陽新幹線岡山開業）
特急列車
定期11本
「しなの2号」 長野駅～大阪駅 昼行 普通車・グリーン車・食堂車・気動車
「さくら」 東京駅～長崎駅・佐世保駅 夜行 A・B寝台 食堂車・ブルートレイン
「みずほ」 東京駅～熊本駅 夜行 A・B寝台 食堂車・ブルートレイン
「金星」 名古屋駅～博多駅 夜行 B寝台、グリーン車 食堂車・電車
「はやぶさ」 東京駅～西鹿児島駅・長崎駅 夜行 A・B寝台 食堂車・ブルートレイン
「富士」 東京駅～西鹿児島駅 夜行 A・B寝台 食堂車・ブルートレイン
「出雲」 東京駅～浜田駅 夜行 A・B寝台 食堂車・ブルートレイン
「あさかぜ1号」 東京駅～博多駅 夜行 A・B寝台、グリーン車 食堂車・ブルートレイン
「あさかぜ2号」 東京駅～博多駅 夜行 A・B寝台、グリーン車 食堂車・ブルートレイン
「あさかぜ3号」 東京駅～下関駅 夜行 A・B寝台 食堂車・ブルートレイン
「瀬戸」 東京駅～宇野駅 夜行 A・B寝台 食堂車・ブルートレイン
急行列車
定期11本・不定期6本
「比叡1号」 名古屋駅～大阪駅 昼行 普通車・グリーン車・電車
「東海1号」 東京駅～静岡駅 昼行 普通車・グリーン車・電車
「東海2号」 東京駅～静岡駅 昼行 普通車・グリーン車・電車
「桜島」・「高千穂」 東京駅～西鹿児島駅 東海道昼行 普通車・グリーン車
「ちくま1号」（不定期） 長野駅～大阪駅 昼行 普通車・グリーン車・気動車
「屋久島2号」（不定期） 東京駅～西鹿児島駅 東海道昼行 普通車
「比叡2号」 名古屋駅～大阪駅 昼行 普通車・グリーン車
「阿蘇」 名古屋駅～熊本駅 東海道昼行 A・B寝台、普通車・グリーン車
「東海3号」 東京駅～静岡駅 昼行 普通車・グリーン車・電車
「東海4号」 東京駅～静岡駅 昼行 普通車・グリーン車・電車
「ちくま2号」（不定期） 長野駅～大阪駅 夜行 普通車・グリーン車
「長州」（不定期） 東京駅～下関駅 東海道夜行 普通車・電車
「ちくま3号」 長野駅～大阪駅 夜行 普通車・グリーン車
「銀河1号」・「紀伊」 東京駅～大阪駅・紀伊勝浦駅 夜行 A・B寝台
「銀河51号」（不定期） 東京駅～大阪駅 夜行 普通車
「銀河52号」（不定期） 東京駅～大阪駅 夜行 普通車
「銀河2号」 東京駅～大阪駅 夜行 A・B寝台、普通車